# 김중미
김중미(金重美, 1963년~)는 대한민국의 소설가이다. 공모작 《괭이부리말 아이들》을 통해 등단했다.